# 不動坊
不動坊（ふどうぼう）は古典落語の演目。別題に不動坊火焔（ふどうぼう かえん）、幽霊稼ぎ（ゆうれいかせぎ）。元は上方落語で2代目林家菊丸の作とされる。江戸落語としては3代目柳家小さんが移入したとされる。
オチの「遊芸稼人（ゆうげいかせぎにん）」は、明治時代に落語家が「遊芸稼ぎ人」という鑑札を受けていた事に依るという。

## あらすじ
とある長屋に利吉という男やもめ（独身）の者が住んでいた。彼は小間物屋を営み、堅実で貯金もある。利吉に感心していた長屋の大家は、先頃急死した講釈師・不動坊火焔の妻である未亡人・お滝との縁談を持ちかける。不動坊が残した借金35円を肩代わりすることが条件であったが、予てよりお滝に惚れていた利吉は二つ返事で承諾し、今晩にでも祝言をあげるということになった。
祝言に備えて風呂屋に行った利吉は新婚生活を想像しているうちに気が緩み、同じ長屋に住む、同じく男やもめであった3人の悪口を漏らしてしまう。その1人が偶然その場に居合わせており、問い詰められた利吉は急いで帰る。
怒りが治まらない男は、他に悪口を言われた2人にも事情を話し、利吉を懲らしめようということになる。不動坊の知人で隣村に住む講釈師・軽田道斎を仲間に引き込むと、道斎を不動坊の幽霊に仕立てて、祝言中の利吉とお滝を怖がらせ、結婚を破談にした上、さらに髪も下ろさせ、笑いものにしてやろうということになった。
同夜、男たちは多少の内輪もめをしながら、不動坊の幽霊に扮した道斎を縄で天井裏から吊るし、祝言の場に下ろさせる。道斎は、「恨めしや～」と、お滝がすぐに再婚したことで成仏できず、あの世から戻ってきたと2人を怖がらせようとする。しかし利吉は、不動坊が亡くなった後できちんと仲人が入ったうえでの結婚であり、また借金を肩代わりしてやったのだから恨まれる筋合いはないと平然としている。筋が通っており道斎も反論できずにいると、利吉はせっかくなら回向料だと10円を渡し、4人で割り切れないため道斎がさらにねだって最終的に20円を手に入れる。
道斎が2人を祝福している声が聞こえ、20円をせしめたと、男たちは急いで道斎を引き上げようとするが、バランスを崩して男たちは屋根から落ち、道斎は部屋の中に落ちて正体が利吉らにバレてしまう。利吉がお前は誰だと問うと、道斎も観念して「隣村の講釈師・軽田道斎です」と答え、利吉がお前は幽霊の真似をして銭を取るのかと詰問すると、道斎は答える。
「へえ、幽霊（遊芸）稼人です」

## バリエーション
江戸落語では「回向料」が10円から上がらず、徳さんたちが納得しないでサラシを引き上げず、困った幽霊に向かって主人公が「まだ浮かばれねえ（あるいは、まだ宙に迷ってる）のか」と言うと、幽霊が「いえ、（宙に）ぶら下がっております」とサゲる。3代目柳家小さんの考案といわれる。
利吉の家に不動坊の幽霊を出してお滝を利吉の家から追い出す理由を「不動坊の拵えた借金を肩代わりすると言う条件付きとは言え、自分達も惚れているお滝が利吉と一緒になるのが許せない」と言う嫉妬心からとしている者もいる。(春風亭昇太等)